# Ertoil
Ertoil fue una empresa española ligada al sector petroquímico que operó entre 1989 y 1997.

## Historia
Originalmente Ertoil fue una marca de lubricantes comercializada por el grupo Unión Explosivos Río Tinto (ERT). Estos eran producidos en sus instalaciones de la refinería de La Rábida, inaugurada originalmente en 1967 por la CEMRT. En 1989, tras la creación de Ercros, se constituyó Ertoil como una sociedad filial a cargo de la actividad petrolífera. Ertoil llegó a estar a cargo del complejo de La Rábida. En 1991 fue adquirida por Cepsa, pasando a integrarse como una filial dentro del Grupo Cepsa. Esta situación se mantuvo hasta que el 1 de enero de 1997 se produjo la absorción de Ertoil por parte de su matriz.